# تسرانچا
تسرانچا (به بلغاری: Tsrancha) روستایی در بلغارستان است که در شهرستان دوسپات واقع شده‌است. تسرانچا ۱۱٫۹۶۳ کیلومتر مربع مساحت و ۶۰۱ نفر جمعیت دارد و ۱٬۱۱۲ متر بالاتر از سطح دریا واقع شده‌است.